# 伊勢市立城田小学校
伊勢市立城田小学校（いせしりつ きだしょうがっこう）は、三重県伊勢市上地町にある公立小学校。

## 概要
- 校地面積：9,993m2
- 構成
  - 校舎：4階建
  - 講堂兼体育館

## 沿革
- 1873年（明治6年）8月24日 - 上地村字下中野の大楽寺を借用し上地学校を創立する。
- 1875年（明治8年）11月6日 - 泉壽院を借用し中須学校を創立する。
- 1875年（明治8年）11月 - 地蔵院を借用し川端学校を創立する。
- 1875年（明治8年） - 粟野村と昼田村が連合し粟野正伝寺に粟野学校を創立する。
- 1875年（明治8年） - 富岡村光徳寺に富岡学校が創立する。
- 1879年（明治12年）2月 - 郡制改正により富岡村が上地村と連合合体、富岡学校を廃校し上地学校に統合する。
- 1882年（明治15年）5月24日 - 上地学校の校舎を下中野に新築し移転する。
- 1882年（明治15年） - 中須学校が単独校舎へ移転する。
- 1883年（明治16年）5月 - 中須・川端・粟野・昼田の4ヶ村の学校連合組合を設立に伴い、川端学校・粟野学校を廃止し中須学校に統合、好文学校と改称する。
- 1886年（明治19年）9月 - 教育令改正により、上地学校を上地小学簡易科授業所と改称、富岡村が分離する。また、好文学校を中須簡易科授業所と改称、粟野・昼田が分離し粟野簡易科授業所として粟野正伝寺に復校する。
- 1889年（明治22年）10月 - 上地小学簡易科授業所の教室を増築する。
- 1890年（明治23年）10月 - 小学校令発布により、上地小学簡易科授業所が尋常科の資格となる。中須簡易科授業所を中須尋常小学校と改称、川端が分離し川端尋常小学校として地蔵院に復校する。
- 1890年（明治23年） - 小学校令発布により、粟野簡易科授業所を粟野尋常小学校と改称する。
- 1899年（明治32年）10月28日 - 中須、川端、上地の各尋常小学校が合併し城田尋常小学校を創立する。上地に本校、中須に分教場を置く。（学校創立記念日）
- 1903年（明治36年）2月1日 - 中須の分教場を閉鎖する。（児童が収容しきれないため、大楽寺を借用する。）
- 1908年（明治41年）4月 - 城田尋常小学校に第5学年を設ける。（児童の増加に苦慮した為、校舎の新築に踏み切る。）
- 1908年（明治41年）7月 - 城田尋常小学校の新校舎建築に着手する。1909年（明治42年）1月に竣工、同年2月に落成開校式を挙行する。
- 1909年（明治42年）4月 - 城田尋常小学校に第6学年を設ける。
- 1909年（明治42年）6月1日 - 中角・粟野の各尋常小学校が合併し下外城田尋常小学校を創立する。
- 1919年（大正8年）10月15日 - 城田尋常小学校に農業補習学校を併設する。
- 1920年（大正9年）4月 - 城田尋常小学校に2年制の高等科を併置し城田尋常高等小学校と改称する。（高等科設置のため校舎増築を計画する）
- 1920年（大正9年）12月20日 - 城田尋常小学校の増築校舎の上棟式を挙行する。1921年（大正10年）3月に増築が完成、同年3月26日に落成式を挙行する。
- 1923年（大正12年）7月13日 - 城田尋常小学校に城田村農業補習学校を併設する。
- 1925年（大正14年）4月 - 城田尋常小学校の生徒増加により校舎増築を実施、4月5日に上棟式、6月13日に落成式を挙行する。
- 1926年（大正15年）7月1日 - 城田尋常小学校に城田村立青年学校を併設する。
- 1935年（昭和10年）7月1日 - 城田尋常小学校の農業補習学校および青年訓練校を廃止し城田村立農業青年学校を併設する。
- 1936年（昭和11年）11月12日 - 城田尋常小学校の学校移転問題により中須・川端の児童全員が登校を拒否する。
- 1937年（昭和12年）1月10日 - 城田尋常小学校が放火による火災で一部の校舎が全焼する。この後、残存校舎と大楽寺等の仮校舎で授業を続ける。
- 1938年（昭和13年） - 城田尋常小学校の校舎を新増築する。7月3日に地鎮祭、10月15日に上棟式、1939年（昭和14年）3月7日に一部校舎が竣工する。
- 1940年（昭和15年） - 引き続き城田尋常小学校の校舎整備を行う。1月20日に地鎮祭、8月29日に上棟式、1941年（昭和16年）3月に竣工、10月10日に落成祝賀式、11月10日に仮校舎を閉鎖、全児童を本校舎へ収容する。
- 1941年（昭和16年）4月1日 - 国民学校令の施行に伴い、城田尋常小学校を城田村国民学校と改称する。
- 1947年（昭和22年）5月 - 学校教育法の施行に伴い、城田村国民学校を城田村立城田小学校と改称する。
- 1948年（昭和23年）5月30日 - 小城中学校が発足し、城田小学校の校舎を使用する。このため、城田小学校の3年生以上を小俣小学校で委託授業させることになる。
- 1949年（昭和24年）4月1日 - 小城中学校の解散により、小俣小学校での委託授業は取りやめ、元に戻る。城下中学校が発足、城田小学校の裏校舎を城下中学校の城田校舎として使用する。
- 1953年（昭和28年）8月31日 - 完成した城下中学校の新校舎に、城田小学校の裏校舎にいた中学生が移転する。
- 1954年（昭和29年） - 城田小学校校舎の一部を解体、雨天体操場を建設する。7月17日に起工式、8月31日に上棟式、11月2日に落成式を挙行する。
- 1955年（昭和30年）1月1日 - 城田村が伊勢市に編入されたのに伴い、城田村立城田小学校を伊勢市立城田小学校と改称する。
- 1957年（昭和32年）4月1日 - 玉城町の粟野地区が伊勢市に編入されたのに伴い、粟野地区の児童が城田小学校へ編入学する。
- 1959年（昭和34年）9月26日 - 伊勢湾台風により、校舎に大きな被害を受ける。復旧工事が10月から12月末まで行われる。
- 1961年（昭和36年）9月16日 - 第2室戸台風により、校舎に大きな被害を受ける。
- 伊勢市により老朽校舎建て替え措置が実施される。
  - 1979年（昭和54年） - 7月27日に第一期工事を着手する。
  - 1980年（昭和55年） - 2月29日に第一期工事が竣工する。7月25日に第二期工事を着手する。
  - 1981年（昭和56年） - 3月10日に第二期工事が竣工する。3月27日に竣工式を挙行する。

- 2005年（平成17年）4月1日 - 3学期制から2学期制に移行する。
- 2011年（平成23年）9月6日 - 平成23年台風第12号により、体育館の屋根が破損する[1]。

## 学校区
宮川西岸に位置する。
- 上地町
- 粟野町
- 川端町
- 中須町
- 小俣町宮前（地番により、小俣小学校との選択可能）

※伊勢市立の小学校及び中学校の就学すべき学校の指定に関する規則による。

## 周辺
- 伊勢市立城田幼稚園→藍ちゃんの家 城田学童部
- 伊勢市役所 城田支所
- 伊勢農業協同組合 城田支店
- 伊勢城田郵便局

## 交通アクセス
- 伊勢自動車道 玉城インターチェンジから約5.4km
- 三重県道37号鳥羽松阪線 「掛橋」交差点から約850m
- JR東海参宮線
  - 宮川駅から約1.8km、徒歩約22分
  - 田丸駅から約2.9km、徒歩約35分
- 三交伊勢志摩交通バス
  - JR東海参宮線 近鉄山田線 伊勢市駅前 旧三交百貨店バスターミナル6番のりばより「玉城町役場」行き乗車、「上地」バス停下車、徒歩約1分
  - JR東海参宮線 田丸駅前から「伊勢市駅前」行き乗車、｢上地｣バス停下車、徒歩約1分